# Възвръщаемост на инвестициите
Възвръщаемостта на инвестициите (на английски: return on investment) е финансов показател за степента на възвръщаемост на дадена инвестиция, т.е. способността ѝ да генерира печалба. Изчислява се като отношение между две величини: печалба/инвестиции, нетна печалба/инвестиции и др. подобни отношения.
{\displaystyle ROI={\frac {Prf_{N}}{I}}}
Обикновено се изчислява годишна възвръщаемост, освен ако не е посочено друго или не се разбира от контекста.
Този показател служи за сравняване на степента на рентабилност между отделни инвестиции.
Пример: инвестиция от 100 лв. и печалба 10 лв. трябва да се сравни по рентабилност с печалба 50 лв. от инвестиция на стойност 1000 лв. Така в първия случай, възвръщаемостта на инвестициите е {\displaystyle 10\%}, защото {\displaystyle {\frac {10}{100}}=0,1=10\%}, а във втория – {\displaystyle 5\%}, защото {\displaystyle {\frac {50}{1000}}=0,05=5\%}.
Има различни видове възвръщаемост в зависимост от спецификата на контекста и използваните данни, както и по отношение на методите на пресмятане.
Важно е да се отбележи, че при сравнение между отделни инвестиции степента на възвръщаемост на инвестициите не е единственият показател, който трябва да се вземе под внимание. Така например в горната илюстрация възвръщаемостта на първия проект е по-голяма, но размерът на проекта е такъв, че печалбата в абсолютна стойност е по-малка от тази на втория проект.
Обикновено рискът и възвръщаемостта са правопропорционални, тоест: колкото по-голям е рискът, толкова по-голяма е потенциалната възвръщаемост.